# مسجد بوشونغ بيردانا
مسجد بوشونغ بيردانا (بالملايو: Puchong Perdana masjid ) هو مسجد يقع في بلدة بوشونغ بيردانا في مدينة بوشونغ التابعة لاقليم سلاغور في ماليزيا، يقع المسجد قرب بحيرة بوشونغ، شيد مسجد بوشونغ بيردانا بين الفترة من عام 2004 وعام 2006 .

## وصلات خارجية
- موقع المسجد على الخريطة
- البوم صور مسجد بوشونغ بيردانا